# Santa Comba
Santa Comba è un comune spagnolo di 10 101 abitanti situato nella comunità autonoma della Galizia.